# Stanisław Wycech
Stanisław Wycech (* 27. Juni 1902 in Sadoleś; † 12. Januar 2008 in Warschau) war ein polnischer Kriegsteilnehmer im Ersten Weltkrieg. Er wurde im Februar 1917 Soldat der polnischen Untergrundorganisation Polska Organizacja Wojskowa (POW). Wycech war ab 1915 als Kurier für die Organisation tätig. Im Februar 1917 wurde er dann den Truppen der POW zugeordnet. Im Warschauer Aufstand war er Kommandant des Bevölkerungsschutzes im Stadtteil Mokotów.
Im Jahre 2007 wurde er mit dem Orden Polonia Restituta ausgezeichnet. Ein Jahr später starb er im Alter von 105 Jahren.
Er war an seinem Todestag der letzte noch lebende polnische Veteran dieses Krieges. Wycech war an seinem Todestag außerdem jüngster noch lebender Teilnehmer des Ersten Weltkrieges.